# Half Baked
Half Baked är en amerikansk långfilm från 1998 i regi av Tamra Davis.

## Handling
Kenny hamnar i fängelse och borgenssumman sätts till en miljon dollar. Hans vänner börjar sälja marijuana som en av dem stjäl från sin arbetsplats för att få ihop tillräckligt med pengar för att kunna betala borgenssumman.

## Om filmen
Filmen är inspelad i New York i USA och Toronto i Kanada. Den hade världspremiär i USA den 16 januari 1998.

## Rollista
- Dave Chappelle – Thurgood Jenkins/Sir Smoke-a-Lot
- Guillermo Díaz – Scarface
- Jim Breuer – Brian
- Harland Williams – Kenny Davis
- Rachel True – Mary Jane Potman
- Clarence Williams III – Samson Simpson
- Laura Silverman – Jan

### Webbkällor
- Half Baked på Internet Movie Database (engelska)
- Half Baked på Svensk Filmdatabas